# Gill Fox
Pour les articles homonymes, voir Fox.
Gill Fox (né le 29 novembre 1915 à Brooklyn et mort le 15 mai 2004 à Redding Ridge) est un animateur, auteur de bande dessinée, dessinateur de presse et directeur éditorial américain.
Fox commence sa carrière aux Studios Fleischer en 1936. De 1940 à 1943, il dessine les couvertures de plusieurs publications de Quality Comics, dont Doll Man, et dirige Police Comics, où était publié Plastic Man de Jack Cole. Il part ensuite dans l'armée, où il travaille pour Stars and Stripes.
Relevé de son service, tout en travaillant ponctuellement en indépendant pour Quality Comics, il vit de la publicité. Dans les années 1950, il dessine les décors et ébauche les histoires du comic strip quotidien du Spirit de Will Eisner, et assiste Dik Browne au dessin de Hi and Lois. De 1962 à 1982, il réalise le cartoon en une case Side Glances. Ses dessins politiques publiés dans The Fairfield Citizen et The Connecticut Post lui valent deux nominations au Prix Pulitzer du dessin de presse.

### Documentation
- (en) Eric P. Nash, « Gill Fox, 88, Cartoonist on Early Comic Books », New York Times, 24 mai 2004.